# Manslaughter
Manslaughter – polska grupa muzyczna wykonująca thrash metal z elementami death metalu oraz black metalu.

## Historia
Zespół powstał w 2007 roku z inicjatywy gitarzysty Carriona (znanego z gry w grupie Illness) oraz Mary (perkusja). Rok później do grupy dołączył gitarzysta Grall, z którym powstała płyta, której wersję demo zespół nagrał w sopockim Long Train Studio. W roku 2009, wraz z dołączeniem do zespołu Ponchka i Sinnera, grupa rozpoczęła prace nad debiutancką płytą. 
W 2010 roku ukazał się debiutancki album Prelude to Sonic Destruction, wydany własnym nakładem. Zespół koncertował m.in. z Frontside, Totem, Access Denied. W tym samym czasie dobiegły końca prace nad nowymi piosenkami na drugi album grupy, Earthborn Daemon. W 2011 roku utwór „Sentenced to Serve”, z debiutanckiej płyty, ukazał się na kompilacji Deathicism... of Murder compilation vol. 1. W kwietniu 2012 zespół wyruszył na pierwsze zagraniczne koncerty na Litwie promujące drugą płytę. Trasa koncertowa była także debiutem nowego basisty Sadama, który zastąpił Ponchka.
Pod koniec 2012 roku Manslaughter podpisał kontrakt z niemiecką Legacy Records. Efektem współpracy była druga płyta zatytułowana Earthborn Daemon wydana 1 lutego 2013 roku w formie Digipack CD i mp3.

## Skład
- Carrion – gitara (od 2007)
- Mary – perkusja (od 2007)
- Grall – gitara (od 2008)
- Sinner – śpiew (od 2009)
- Sadam – gitara basowa (od 2012)

## Dyskografia
Płyty długogrające:
- 2010: Prelude to Sonic Destruction (wydanie własne)[2]
- 2013: Earthborn Daemon (Legacy Records, Niemcy)[2]

Kompilacje:
- 2011: Deathicism... of Murder compilation vol. 1 – utwór „Sentenced to Serve”[2]
- 2013: 3miasto Rock & Metal Split – piosenki „Earthborn Daemon” i „Declaration”[2]